# Federico Sturzenegger
Federico Adolfo Sturzenegger (Rufino, 11 febbraio 1966) è un economista e politico argentino.
È stato Governatore della Banca Centrale della Repubblica Argentina (BCRA) dal 10 dicembre 2015 al 14 giugno 2018. In precedenza (2013-2015) è stato deputato nazionale per la città di Buenos Aires per il partito liberale conservatore (PRO, Propuesta Repubblicana). Come accademico ha co-introdotto Dark Matter, un termine che si riferisce ad attività "invisibili" che spiegano la differenza tra le stime ufficiali del conto corrente e le stesse basate sulla posizione finanziaria netta effettiva del rendimento. 

## Biografia
Federico Sturzenegger nasce l'11 febbraio 1966 a Rufino, una cittadina della provincia di Santa Fe situata nella parte nord-orientale del Paese. Si laurea in economia all'Università Nazionale di La Plata e consegue poi il dottorato presso il Massachusetts Institute of Technology (MIT) nel 1991. Dal 1991 fino al 1994 è stato assistente alla cattedra di economia presso l'Università della California.
Nel 1995 rientra in Argentina ed è nominato responsabile economico della Repsol YPF, una società attiva in campo petrolifero. Nel 1998 è nominato decano dell'Universidad Torcuato Di Tella, incarico che manterrà fino al 2005 con un intervallo di circa un anno nel 2001 durante il quale accetta l'incarico di Segretario della politica economica della nazione.

### Nelle amministrazioni guidate da Macri
Nel 2008, con Mauricio Macri sindaco di Buenos Aires, diventa presidente del Banco Ciudad de Buenos Aires con l'incarico di mettere a posto i conti. Durante la sua presidenza la banca ha effettuato una grande inversione di tendenza: perdeva 180 milioni di pesos annualizzati nei sei mesi precedenti la sua nomina per trasformarsi nell'azienda statale più redditizia del paese sei anni dopo con profitti record nel 2013. La sua gestione della banca (l'unica a offrire un conto di risparmio gratuito per tutti i suoi clienti, l'unica ad avere aperto filiali in baraccopoli, l'unica a offrire prestiti, compresi i prestiti ipotecari, alle persone che vivevano con il salario minimo) è diventata un caso di studio ad Harvard.
Lascia l'incarico nel 2013 per diventare deputato nazionale per la città di Buenos Aires. Nel dicembre del 2015 è nominato Governatore della Banca Centrale della Repubblica Argentina (BCRA) al posto di Alejandro Vanoli che si è dimesso in seguito all'arrivo al governo del nuovo presidente dell'Argentina, Mauricio Macri. 
Di fronte a una situazione economica e finanziaria pesantissima lasciata dai due precedenti governi di Néstor Kirchner e della moglie Cristina Fernández de Kirchner, Sturzenegger si impegna a intervenire sulla crisi valutaria e ad arginare l'inflazione. Nei primi due anni apre l'economia alle importazioni fino ad allora bloccate da una serie di ostacoli, aumenta le riserve della Banca centrale, fa approvare leggi anticorruzione e adotta anche misure impopolari come l'aumento delle tariffe dei servizi pubblici. Ma tra il 2017-2018 l'aumento dei tassi di interessi Usa e il rafforzamento del dollaro provocano nel paese la fuga dei capitali, costringendo la Banca centrale a usare le riserve per sostenere la moneta e ad aumentare i tassi di interesse fino al 60%. Il peso si svaluta del 50%, il governo deve chiedere nel giugno 2018 al Fondo Monetario Internazionale un prestito di 50 miliardi di dollari per evitare l'insolvenza finanziaria. Un prestito, il più alto concesso dal FMI, che prevede una serie di riforme pesanti. Una settimana più tardi, il 14 giugno 2018, Sturzenegger si dimette dopo che il peso ha perso più del 6% in un solo giorno, con una lettera dai toni drammatici: «Negli ultimi mesi si è andata deteriorando la mia credibilità».

### Rientro in politica
Il 5 luglio 2024, Javier Milei creò un ministero che si sarebbe concentrato sull'attuazione delle misure concepite da Sturzenegger e lo nominò ministro, attribuendogli il coordinamento con altri ministeri su una serie di deregolamentazioni in settori quali trasporti, sanità, turismo e importazioni. Il nome del nuovo organismo da lui guidato è Ministero della Deregolamentazione e della Trasformazione dello Stato: secondo Milei, Elon Musk avrebbe consultato proprio Sturzenegger al momento di sottoporre al presidente Trump la creazione del Department of Government Efficiency (DOGE).

## Premi e riconoscimenti
- 2005 - Il Forum economico mondiale di Davos lo seleziona come "Young Global Leader".[10]

- 2006 - Riceve il Konex award per i suoi contributi alle teorie economiche.[11]

- 2016 - Laurea Honoris Causa da HEC Paris[12]

- 2017 - Membro dell'Academia Nacional de Ciencias de Buenos Aires.[13]

## Pubblicazioni
- The Political Economy of Reform. (1998) MIT Press. ISBN 9780262194006.
- Coordinación de Políticas Macroeconómicas en el Mercosur. (2000) Fondo de Cultura Económica ISBN 9505573693.
- Dollarization (2002). MIT Press ISBN 9780262122504.
- La Economía de los Argentinos. (2003) Planeta ISBN 9789504910671
- El País que Queremos. (2006) Temas Grupo Editoriale ISBN 9509445258.
- Debt Defaults and Lessons from a Decade of Crises. (2007) MIT Press ISBN 9780262195539.
- The Natural Resources Trap. (2010) MIT Press ISBN 9780262013796.
- Yo No me Quiero Ir. (2013) Planeta ISBN 9789504932925.